# Эрру
Эрру (англ. Errew; ирл. Oireadh) — деревня в Ирландии, находится в графстве Мейо (провинция Коннахт) неподалёку от Каслбара.